# ميغان داوم
ميغان داوم (بالإنجليزية: Meghan Daum)‏ (1970، كاليفورنيا في الولايات المتحدة)؛ صحفية وروائية أمريكية.